# 少弐貞経
少弐 貞経（しょうに さだつね）は、鎌倉時代後期から南北朝時代にかけての武将。少弐氏5代当主。

## 生涯
文永9年（1272年）、少弐盛経（少弐経資の子）の子として誕生。
鎌倉幕府の執権・北条貞時より偏諱を受けて貞経と名乗る。元弘3年/正慶2年（1333年）3月13日、菊池武時が挙兵した際、同調を求められるが、貞経は拒否し鎮西探題北条英時や大友貞宗らと共に武時を敗死させた。5月、六波羅探題が足利高氏に攻略された事を知り、反幕府勢力優勢を見るや高氏に呼応して、貞宗や島津貞久と共に幕府から離反し探題を攻撃、英時を自刃させる。その功績を賞されて建武の新政下では筑前国・豊前国・筑後国の守護に任じられた。
建武2年（1335年）、中先代の乱を契機として足利尊氏が後醍醐天皇に反逆するとこれに応じる。翌建武3年/延元元年（1336年）2月、子・頼尚を援軍として派遣した際、主力軍が遠征した隙を付かれ菊池武敏や阿蘇惟直ら南朝方の勢力に攻め込まれ、2月29日、有智山城で自害した。享年65。
貞経の死後、3月2日に筑前国多々良浜の戦い後、3月6日に少弐氏の菩提寺安養院に詣で、初七日の法要を営む。その際、尊氏は追悼文を供えた。
家督は頼尚が継承した。頼尚の弟・経員は少弐氏（少弐馬場氏）を名乗った。